# Meir Bar Ilán

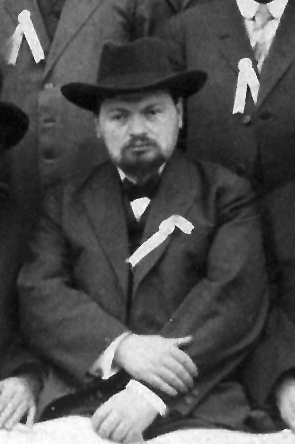
Meir Bar Ilán en la primera reunión nacional de rabinos ortodoxos americanos, 1914.

Meir Bar-Ilan (nacido como Meir Berlin, (Valozyn, Bielorrusia 1880 - Jerusalén, Israel, 1949) fue un rabino ortodoxo y líder del movimiento sionista religioso Mizrachi en Estados Unidos y el Mandato Británico de Palestina. Fue fuente de inspiración para la fundación de la Universidad Bar Ilán en Israel, que fue así llamada en su honor.

## Juventud
Fue un estudioso del Talmud e hijo de un importante rabino jaredí, el Rabino Zvi Yehuda Naftali Berlín, conocido como el Netziv, quien era el director de la tradicional Yeshivá de Volozhin en Lituania. Bar-Ilán Estudió en las Yeshivot de Volozhin, Telshe, Brisk y Novardok, donde aprendió con su abuelo, el también rabino Yechiel Michel Epstein. Bar-Ilán recibió la Smicha, la ordenación rabínica, y fue ordenado rabino en 1902, posteriormente viajó a Alemania, donde promovió el judaísmo ortodoxo moderno, una variante del judaísmo ortodoxo que mantiene una actitud abierta y tolerante hacia la educación, el laicismo y el sionismo. El Rabino Bar-Ilán, asistió a la Universidad Humboldt de Berlín en Alemania.

## MovimientoMizraji
En 1905 se incorporó al movimiento Mizraji, representándolo en el Séptimo Congreso Sionista, votando en contra de la "Propuesta Uganda" para crear una "patria temporal" judía en Uganda, según lo sugerido por Gran Bretaña. 
En 1911 fue nombrado secretario del movimiento mundial Mizraji (Sionismo Religioso). En 1913 llegó a los Estados Unidos y creó grupos locales Mizraji en una organización nacional, presidiendo la 1.ª Convención Mizraji de los Estados Unidos, que tuvo lugar en Cincinnati en 1914. En 1915 fue nombrado presidente de los Mizraji de EE. UU., ocupando ese puesto hasta 1928, tras lo cual se fue nombrado presidente honorario. Fue miembro activo de la JDC durante la Primera Guerra Mundial, y también actuó como vicepresidente del Comité Central del Socorro de la ciudad de Nueva York en 1916. Fundó el Instituto de Profesores Mizraji en 1917. En 1925 se convirtió en un miembro de la Junta de Directores del Fondo Nacional Judío dedicado a la financiación de la reconstrucción de la Patria Judía en el entonces Mandato Británico de Palestina. En 1923, también sirvió brevemente como presidente lo que hoy es la Universidad Yeshiva, durante la ausencia temporal de su entonces presidente, Bernard Revel. 
En 1923 se trasladó a Jerusalén. Se opuso al Plan de Partición de 1937, y al Libro Blanco de 1939 de los británicos. En cambio, abogó por la desobediencia civil y la falta de cooperación de los judíos con los británicos. 
Fue presidente de la Enciclopedia Talmúdica; actuó en el consejo de administración del Banco Mizraji; fue fundador y editor de Hatzofeh en Tel Aviv en 1939, y autor de:
- Fun Volozhin biz Yerushalayim (autobiografía) en 2 volúmenes (en Yidis, Nueva York en 1933; en Hebreo, Tel Aviv, 1939 - 40)
- Bishvil ha-Techiah (Tel Aviv, 1940)
- Raban shel Yisrael (Nueva York, 1943)

Junto con el rabino Shlomo Yosef Zevin, fue también editor de la Enciclopedia Talmúdica Tomo I (Jerusalén, 1946) y Volumen II (publicado póstumamente en 1949). Escribió artículos sobre temas talmúdicos para diversos periódicos. Falleció en Jerusalén, Israel, el 17 de abril de 1949.

## Conocimientos
Después de 1948, sus actividades fueron orientadas al conocimiento. Organizó un comité de académicos para examinar los problemas jurídicos de la nueva situación a la luz de la ley judía y fundó un instituto para la publicación de una nueva edición completa del Talmud babilónico. Sirvió como ministro de religión del gobierno israelí. Se desempeñó como Ministro de Religión del gobierno israelí.

## Universidad Bar Ilan
Él inspiró la creación de la Universidad Bar Ilán cerca de Tel Aviv, fundada en 1950, por el Movimiento Mizraji Americano, con su nombre: "El nombre de Bar Ilán fue elegido en honor del rabino Meir Bar-Ilan, un líder espiritual que tomó el judaísmo tradicional de las cenizas de Europa y lo llevó al renacimiento en la Tierra de Israel. 